# درگیری قومی

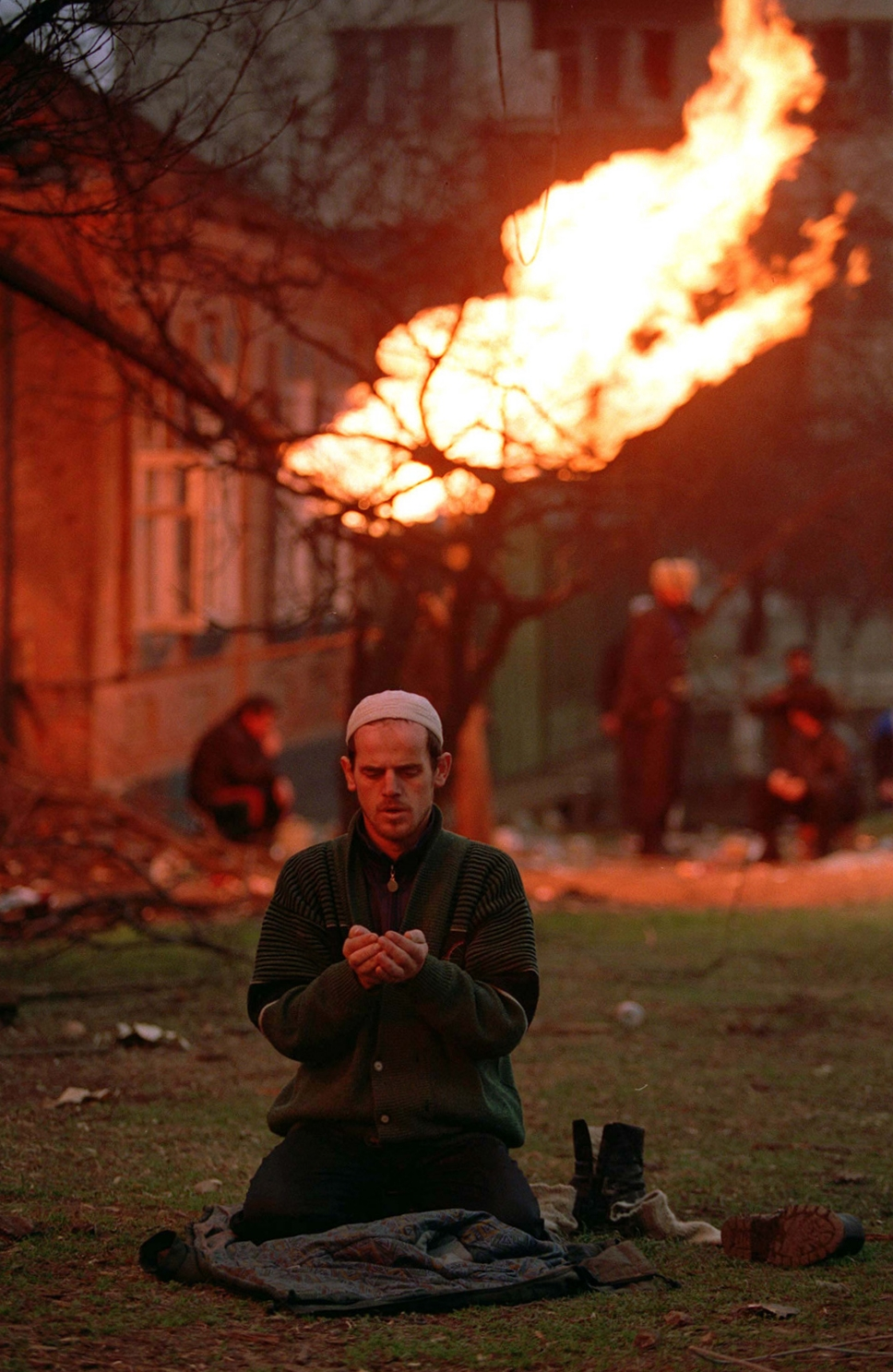
یک مرد چچنی در حال دعا در جنگ گروزنی (۱۹۹۴–۹۵)عکس در ۱۹۹۵.

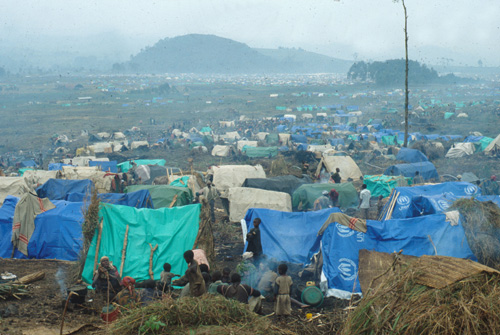
یک اردوگاه پناهندگی برای آوارگان توتسی در زئیر پس از نسل‌کشی رواندا ۱۹۹۴.

یک درگیری قومی (انگلیسی: Ethnic conflict)، درگیری بین دو یا چند گروه قومی مخالف است. در حالی که منشأ درگیری ممکن است سیاسی، اجتماعی، اقتصادی یا مذهبی باشد، افراد درگیر باید به‌طور آشکار برای موقعیت قومی خود در جامعه مبارزه کنند.